# Simon Ehammer
Simon Ehammer (* 7. Februar 2000 in Stein AR) ist ein Schweizer Leichtathlet, der sich auf den Zehnkampf spezialisiert hat, aber auch im Weitsprung an den Start geht. Er hält in beiden Disziplinen den Schweizer Rekord, in letzterer auch den Weltrekord innerhalb eines Zehnkampfs. 2022 gewann er bei den Weltmeisterschaften in Eugene die Bronzemedaille im Weitsprung, und anschliessend gewann er bei den Europameisterschaften in München die Silbermedaille im Zehnkampf.

## Sportliche Laufbahn

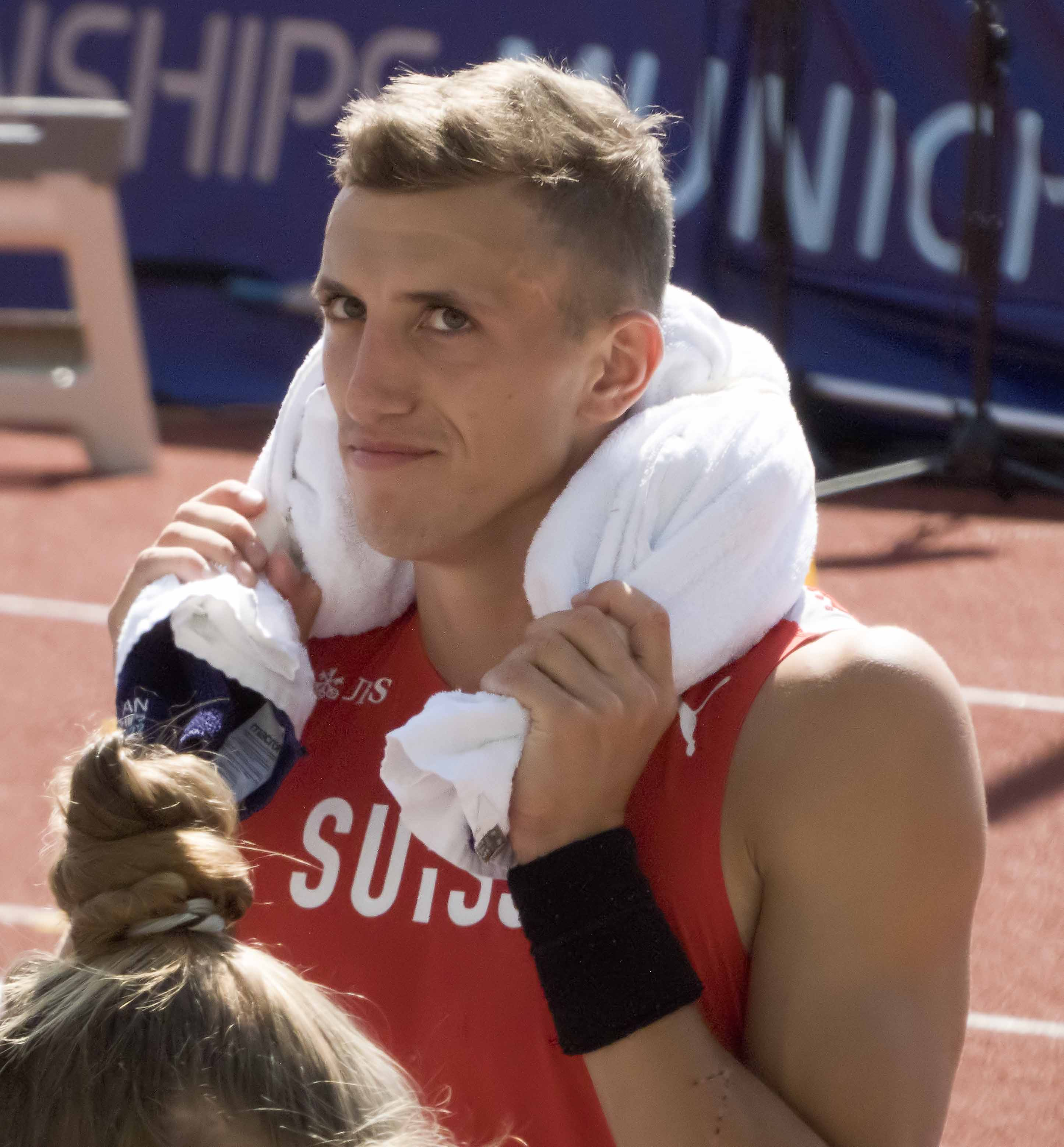
Simon Ehammer bei den Europameisterschaften 2022 in München

Erste internationale Erfahrungen sammelte Simon Ehammer im Jahr 2017, als er bei den U20-Europameisterschaften in Grosseto mit 6492 Punkten den 19. Platz belegte. Im Jahr darauf gewann er bei den U20-Weltmeisterschaften in Tampere Bronze mit 7642 Punkten, und 2019 siegte er bei den U20-Europameisterschaften im schwedischen Borås mit 7851 Punkten, womit er einen neuen U20-Landesrekord aufstellte. 2021 stellte er in Frankfurt mit 6092 Punkten einen neuen Landesrekord im Hallensiebenkampf auf und startete kurz darauf bei den Halleneuropameisterschaften in Toruń, bei denen er seinen Wettkampf nach drei ungültigen Versuchen im Stabhochsprung vorzeitig beendete. Im Juli siegte er bei den U23-Europameisterschaften in Tallinn mit 8,10 m im Weitsprung und musste anschliessend verletzungsbedingt seine Teilnahme an den Olympischen Spielen in Tokio absagen.
2022 startete er im Siebenkampf bei den Hallenweltmeisterschaften in Belgrad und gewann dort mit 6363 Punkten die Silbermedaille hinter dem Kanadier Damian Warner. Am 7. Mai 2022 stellte Ehammer beim Mehrkampf-Meeting in Ratingen mit 8,30 m eine neue Weltbestleistung innerhalb eines Mehrkampfes im Weitsprung auf, die gleichzeitig einen neuen Schweizer Rekord in dieser Disziplin bedeutet. Zudem verbesserte er am selben Wochenende mit 8354 Punkten den Schweizer Rekord von Beat Gähwiler aus dem Jahr 1988. Am 28. Mai 2022 verbesserte er beim Mehrkampf-Meeting in Götzis seinen eigenen Schweizer Rekord im Weitsprung auf 8,45 m, was zugleich Jahresbestleistung war. Am selben Tag gelang es ihm ausserdem, seine Bestleistung im 100-Meter-Lauf auf 10,46 s zu verbessern. Dadurch verbesserte er auch seinen Zehnkampf-Rekord auf 8377 Punkte. Die Weite von 8,45 m hätte 2008, 2012, 2016 und 2021 zu Olympiagold und bei 23 der letzten 24 Europameisterschaften zum Sieg gereicht. Ehammers Weite von 8,45 m entspricht 1178 Punkten in der Punktewertung und stellt damit über alle Disziplinen die mit Abstand höchstbewertete jemals in einem Zehnkampf erzielte Leistung dar. Zum Vergleich: beim 100-Meter-Lauf wären 9,68 s für diese Punktzahl notwendig oder 2,39 m im Hochsprung. Auf der ewigen europäischen Bestenliste liegt Ehammer Stand Mai 2022 auf Rang 12. An den Weltmeisterschaften im Juli 2022 in Eugene/USA erreichte er mit dem Gewinn von Bronze Historisches. Er wurde mit einem Sprung auf 8,16 m zum ersten Mehrkämpfer, der bei den Spezialisten eine Einzelmedaille gewinnt. Im Jahr darauf startete er bei den Halleneuropameisterschaften in Istanbul, brachte dort aber im Weitsprung keinen gültigen Versuch zustande und beendete daher den Wettkampf vorzeitig. Im Juni wurde er bei der 1. Liga der Team-Europameisterschaft im Rahmen der Europaspiele in Chorzów mit 7,95 m Dritter und sicherte sich damit ligenübergreifend die Bronzemedaille hinter dem Griechen Miltiadis Tendoglou und Mattia Furlani aus Italien. Zuvor wurde er beim Meeting de Paris mit 8,11 m Zweiter und siegte mit 8,32 m bei den Bislett Games. Im August belegte er bei den Weltmeisterschaften in Budapest mit 7,87 m im Final den neunten Platz, und im September entschied er mit dem Sieg beim Prefontaine Classic den Gesamtsieg in der Diamond League im Weitsprung für sich. 2024 siegte er bei den Hallenweltmeisterschaften in Glasgow mit neuem Schweizer Rekord von 6418 Punkten im Siebenkampf. Im Mai wurde er bei der Doha Diamond League mit 8,30 m Dritter im Weitsprung und anschließend gewann er bei den Europameisterschaften in Rom mit 8,31 m die Bronzemedaille hinter dem Griechen Miltiadis Tendoglou und Mattia Furlani aus Italien. Im August verpasste er bei den Olympischen Sommerspielen in Paris mit 8,20 m im Final als Vierte eine Medaille.
In den Jahren 2019 und 2020 sowie von 2022 bis 2024 wurde Ehammer Schweizer Meister im Weitsprung sowie 2019, 2020 und 2023 im Zehnkampf, und 2020 wurde er Hallenmeister im Hallensiebenkampf sowie 2020, 2022 und 2023 im Weitsprung. Zudem wurde er 2022 Hallenmeister über 60 Meter Hürden.
Am 1. Juni 2025 erzielte Simon Ehammer in Götzis mit 8575 Punkten einen neuen Schweizer Rekord.

## Privates
Ehammer verlobte sich im September 2022 auf den Malediven mit der österreichischen Skicrosserin und Leichtathletin Tatjana Meklau. Das Paar heiratete im September 2024.

## Persönliche Bestleistungen
- 100 Meter: 10,34 s (+1,3 m/s), 18. Mai 2024 in Götzis
  - 60 Meter (Halle): 6,72 s, 18. März 2022 in Belgrad
- 110 m Hürden: 13,38 s (−0,1 m/s), 29. Juni 2024 in Winterthur
  - 60 m Hürden (Halle): 7,55 s, 18. Februar 2024 in St. Gallen
- Weitsprung: 8,45 m, 28. Mai 2022 in Götzis (Schweizer Rekord, Weltbestleistung innerhalb eines Mehrkampfes.)
- Zehnkampf: 8575 Punkte, 1. Juni 2025 in Götzis (Schweizer Rekord)
  - Siebenkampf (Halle): 6418 Punkte, 3. März 2024 in Glasgow (Schweizer Rekord)